# Universal Studios Entertainment

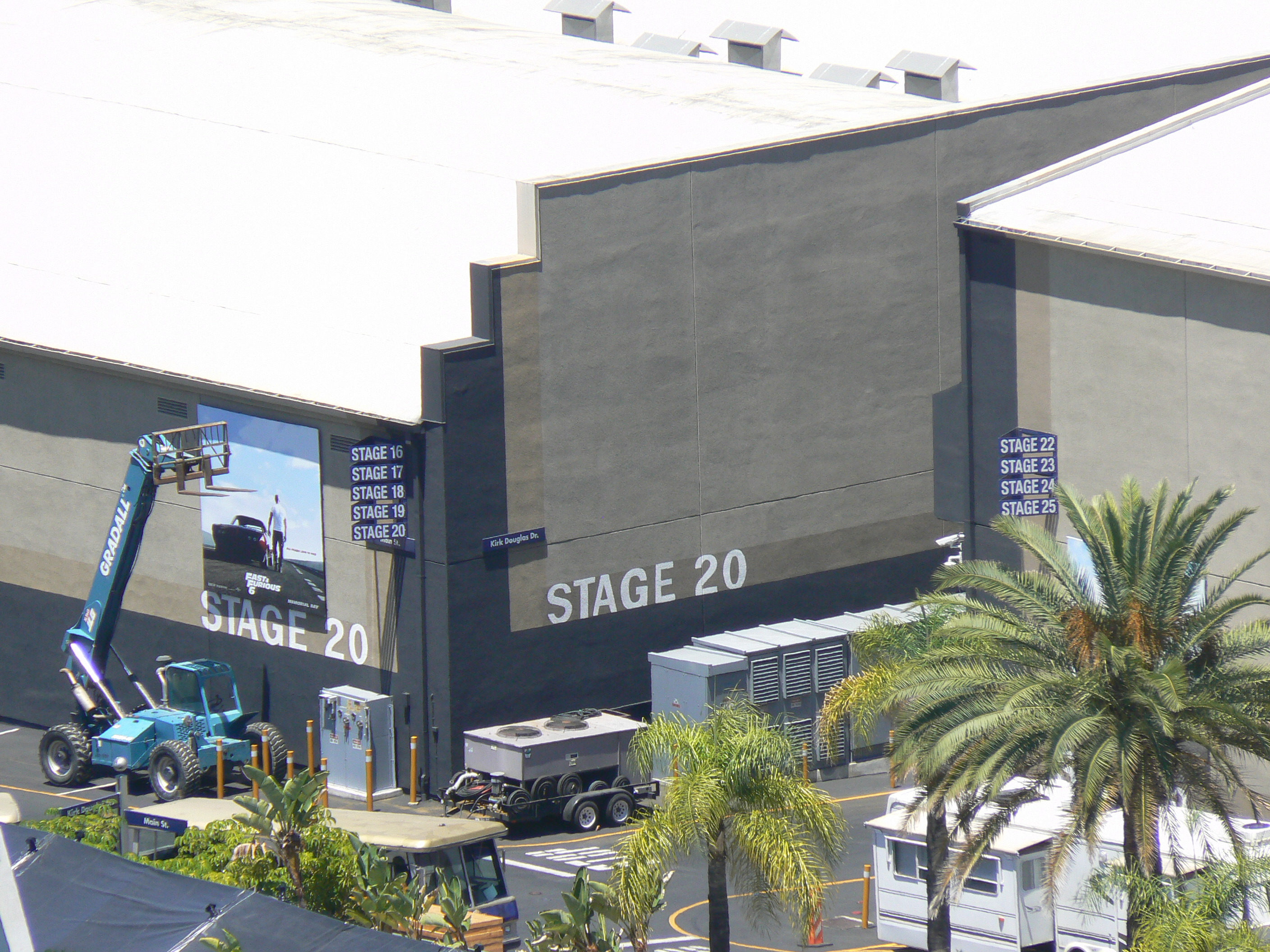
Miasteczko filmowe Universal Studios

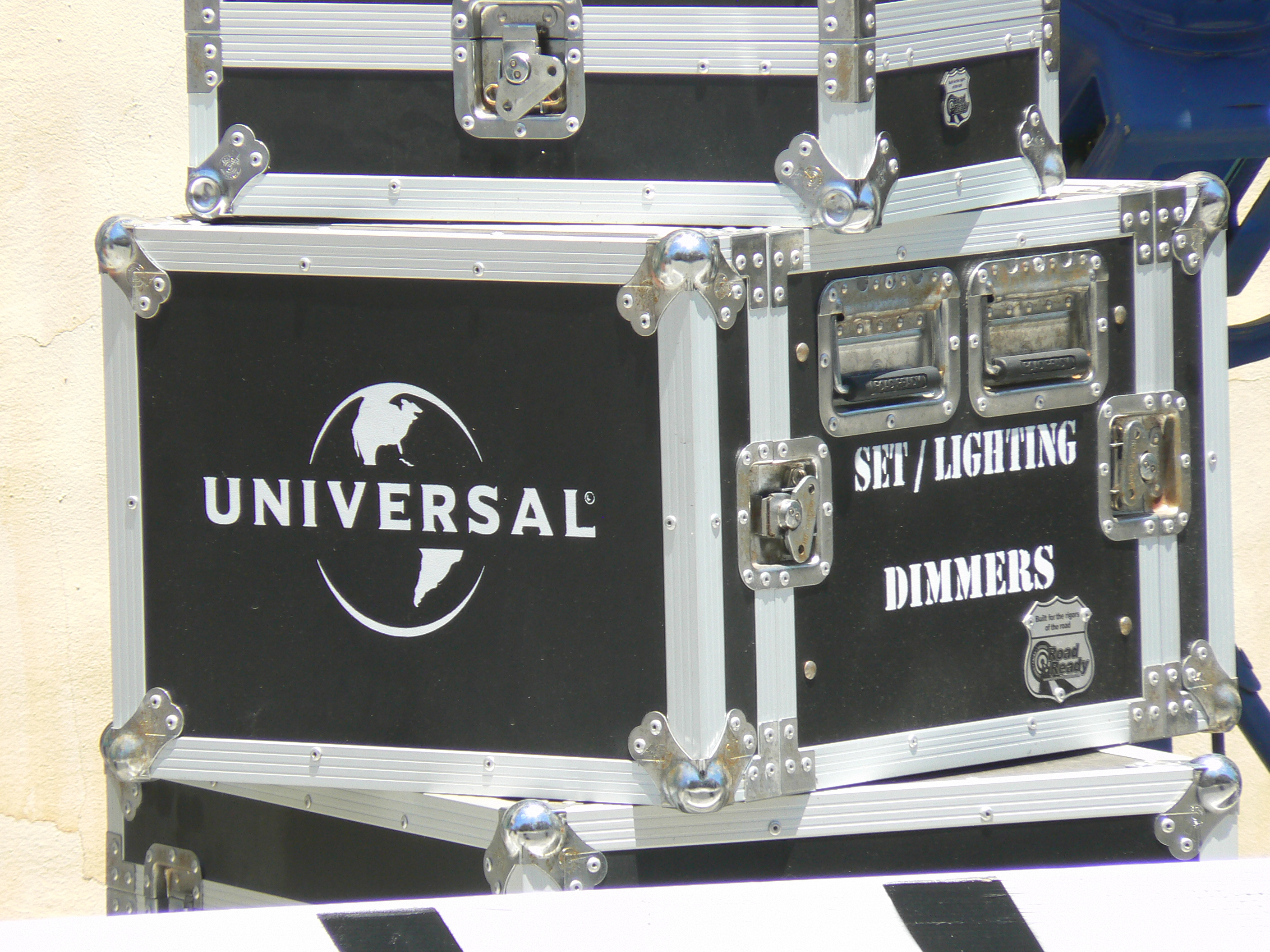
Futerał z logiem Universal Studios

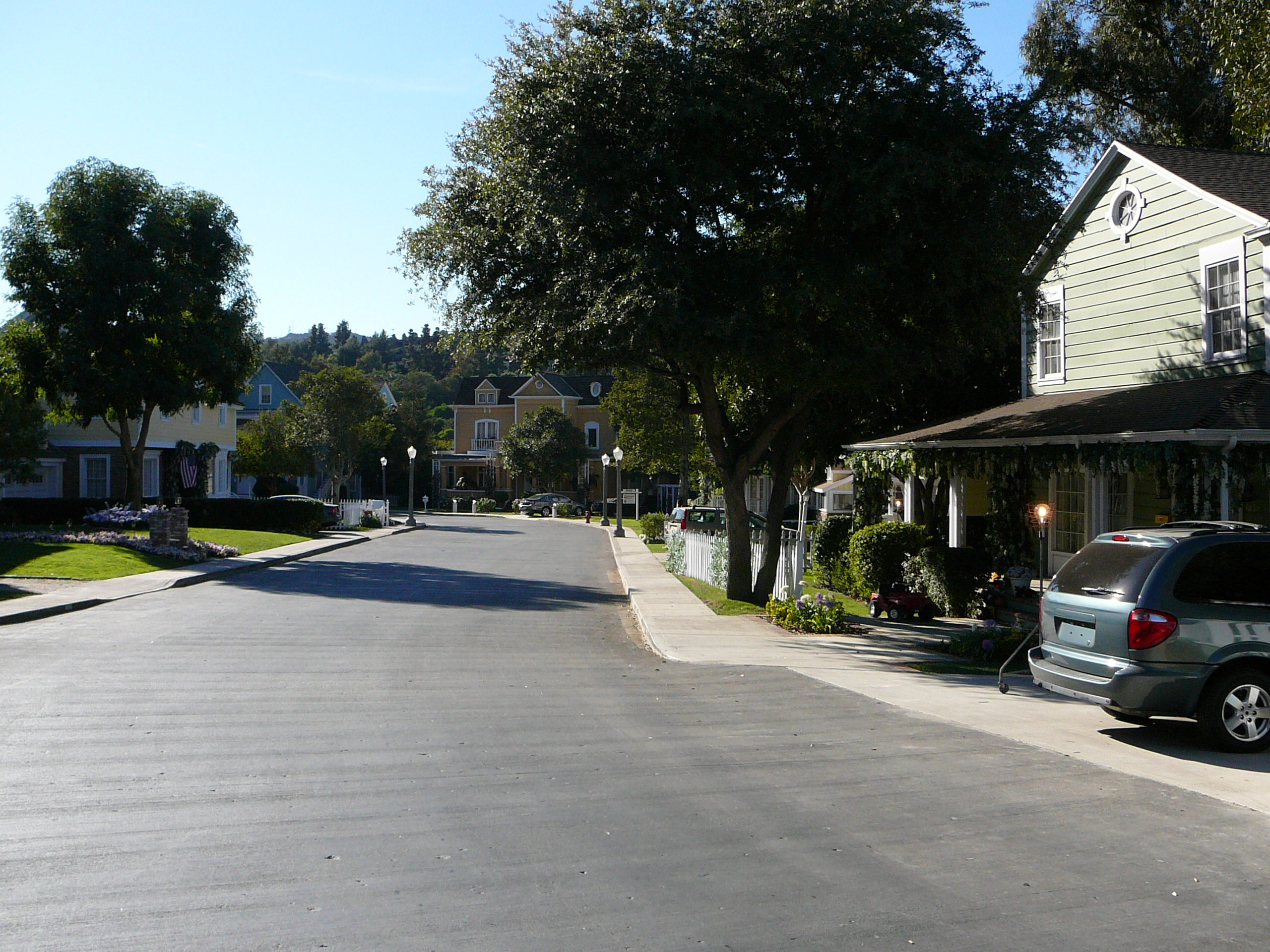
Słynna ulica Colonial Street, znana również jako Wisteria Lane znajdująca się na terenie Universal Studios w Universal City

Universal Studios Entertainment (lub Universal Studios) – amerykański holding należący do NBCUniversal powstały nieformalnie w 1912 roku. Grupa zajmuje się przede wszystkim produkcją i dystrybucją filmów produkowanych głównie przez wytwórnię Universal Pictures. Do 1 stycznia 2010 roku grupa była dystrybutorem około 5400 produkcji, z czego 3400 filmów od studia Universal Pictures. Większość filmów była kręcona w Universal City, które jest własnością NBC Universal.
Siedziba firmy znajduje się w Universal City w amerykańskim stanie Kalifornia.
Często bywa błędnie mylona i łączona z Universal Pictures, które w rzeczywistości jest jednym z oddziałów należących do Universal Studios.

## Struktura grupy
- Universal Pictures
- Focus Features
- United International Pictures (50%, wspólnie z Viacom)